# Armstrong Whitworth F.K.8
Armstrong Whitworth F.K.8 byl britský dvoumístný víceúčelový dvouplošník vyráběný firmou Armstrong Whitworth během první světové války.

## Vývoj
Letoun (přezdívaný „Big Ack“) navrhl nizozemský letecký konstruktér Frederick Koolhoven jako nástupce typů Royal Aircraft Factory B.E.2c a Armstrong Whitworth F.K.3. F.K.8 byl odolnější stroj s mohutnějším trupem a se spolehlivým, vodou chlazeným vidlicovým osmiválcovým motorem Beardmore o výkonu 118 kW. Jeho přímým konkurentem byl Royal Aircraft Factory R.E.8.
První let nového typu se uskutečnil v květnu 1916 a byl dodán Ústřední letecké škole Royal Flying Corps v Upavonu k úředním zkouškám. I když se ovládal snadněji než R.E.8 a byl odolnější, jeho výkony byly ještě nevýraznější a rovněž sdílel vrozenou stabilitu obdobných typů z Royal Aircraft Factory. I přes to bylo celkem vyrobeno 1650 kusů a F.K.8 sloužil po boku R.E.8 až do konce války. V době podepsání příměří se u jednotek RAF nacházelo 694 kusů F.K.8. Stroje pozdějších výrobních sérií měly aerodynamičtější tvary – původní těžkopádný podvozek letadla a velké krabicovité chladiče byly nahrazeny vhodnějšími.
Letouny F.K.8 byly ve své době neobvyklé pro své dvojité řízení, které umožňovalo převzít pozorovateli řízení v případě pilotova zranění.
Na F.K.8 se zkoušel i vzduchem chlazený vidlicový dvanáctiválec R.A.F.4a, francouzský motor Lorraine-Dietrich oba o výkonu 110 kW a dvanáctiválec R.A.F.4d o 147 kW.

## Válečné nasazení

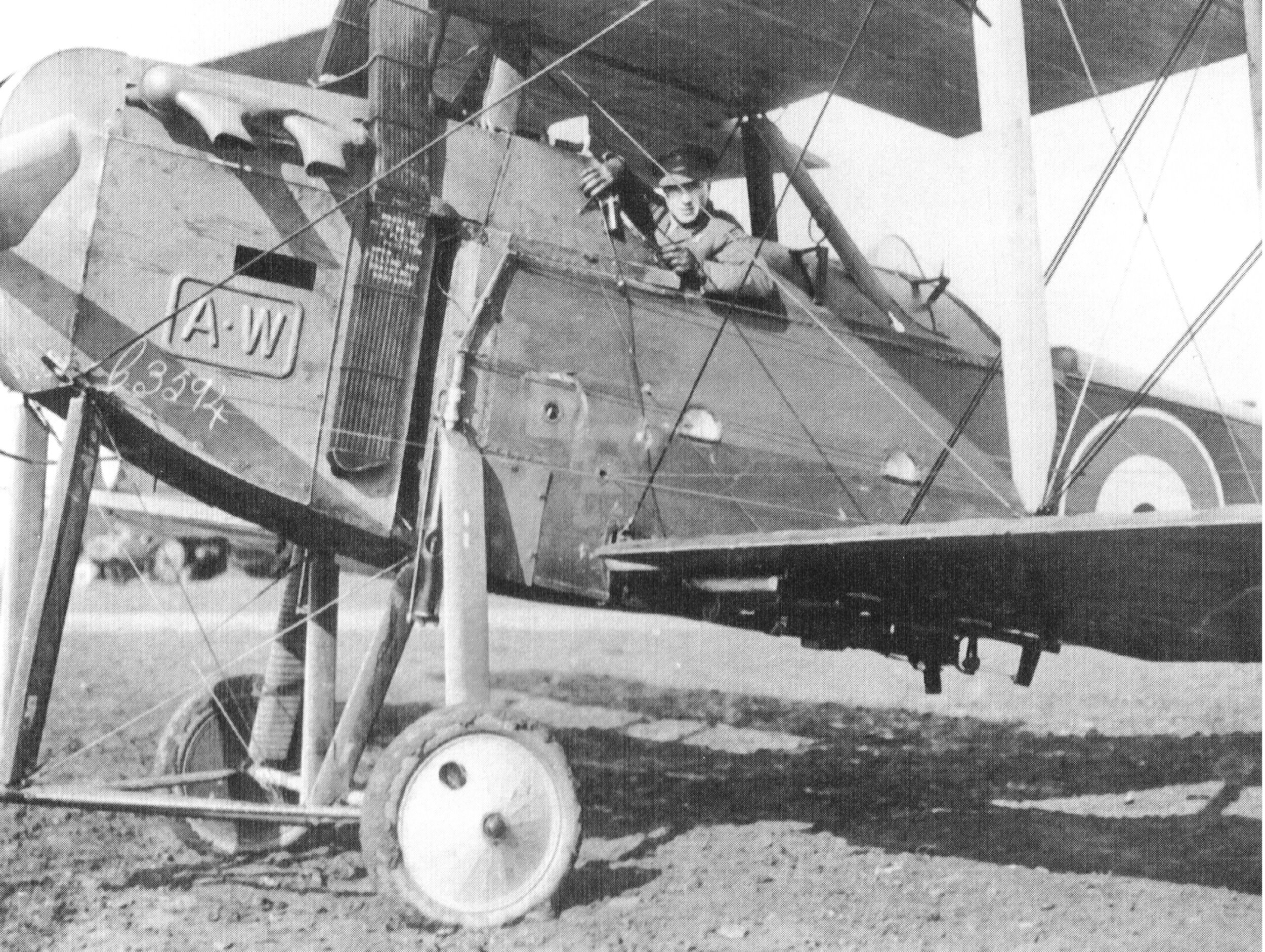
Armstrong Whitworth F.K.8

F.K.8 tvořil výzbroj několika perutí ve Francii, v Makedonii typ tvořil část vybavení 17. a 47. perutě, v Palestině u 142. perutě a na domácích (britských) ostrovech. U posádek byl oblíbenější než jeho známější současník R.E.8. První perutí vyzbrojenou novým typem se stala 35. peruť Royal Flying Corps, která na západní frontu přiletěla 24. ledna 1917. Od dubna pak ve Francii s F.K.8 operovala také 2. peruť. V červenci typ do výzbroje zařadila 10. peruť a v srpnu peruť č. 8. 82. peruť přiletěla do Francie dne 20. listopadu 1917. U Home Defence (domobrana) je měla 36., 39. a 5. peruť. F.K.8 používalo také devět cvičných letek a několik škol.
Hlavním úkolem strojů F.K.8 bylo provádět průzkum, ale byly využívány i k lehkému bombardování. Při bombardovacích misích mohly nosit až šest 40lb fosforových pum nebo až čtyři 65lb pumy nebo dvě 112lb pumy na závěsnících pod křídly.
Dva piloti F.K.8 získali Viktoriin kříž: 27. března 1918 Second Lieutenant Alan Arnett McLeod z 2. perutě RFC, který vyvedl hořící F.K.8 ze souboje, v němž se svým pozorovatelem A. W. Hammondem sestřelil čtyři letouny Fokker Dr.I. Druhým držitelem VC se stal 10. srpna 1918 kapitán Ferdinand Maurice Felix West z 8. perutě RAF.
Jak R.E.8, tak F.K.8 měly být ve službě nahrazeny novou verzí stroje Bristol Fighter s motorem Sunbeam Arab. Ale protože nový motor ve svých výkonech zklamal, nové verze Bristol Fighteru se do služby nikdy nedostala. Po válce byl F.K.8, stejně jako R.E.8, urychleně vyřazen ze služby – poslední peruť, 150. peruť RAF, byla rozpuštěna Kirecu v Řecku 18. září 1919.

## Civilní služba

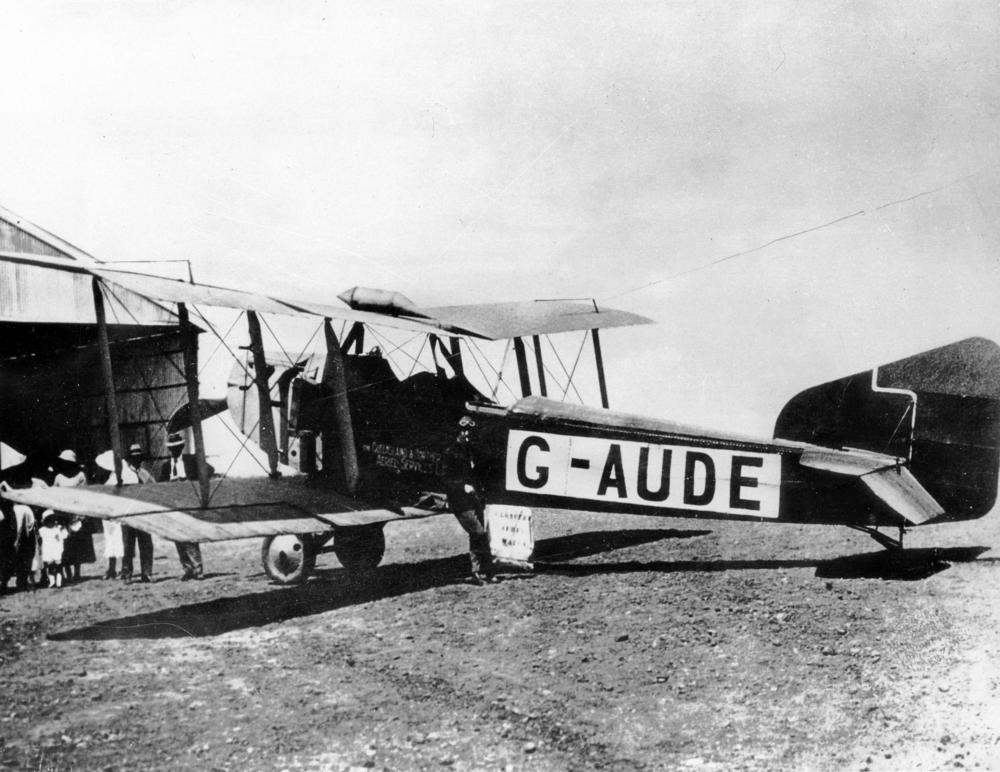
F.K.8 ve službách QANTAS

Celkem osm letounů létalo po válce s civilními registračními značkami. Z nich dva v Austrálii u Queensland and Northern Territory Aerial Services (pozdější Qantas) zahájily roku 1922 leteckou poštovní službu.

## Uživatelé

### Civilní
- Austrálie: QANTAS

### Vojenští
- Velká Británie: Royal Flying Corps/Royal Air Force (perutě číslo 2, 8, 10, 17, 31, 35, 39, 47, 50, 55, 82, 98, 142 a 150)

## Specifikace (F.K.8)

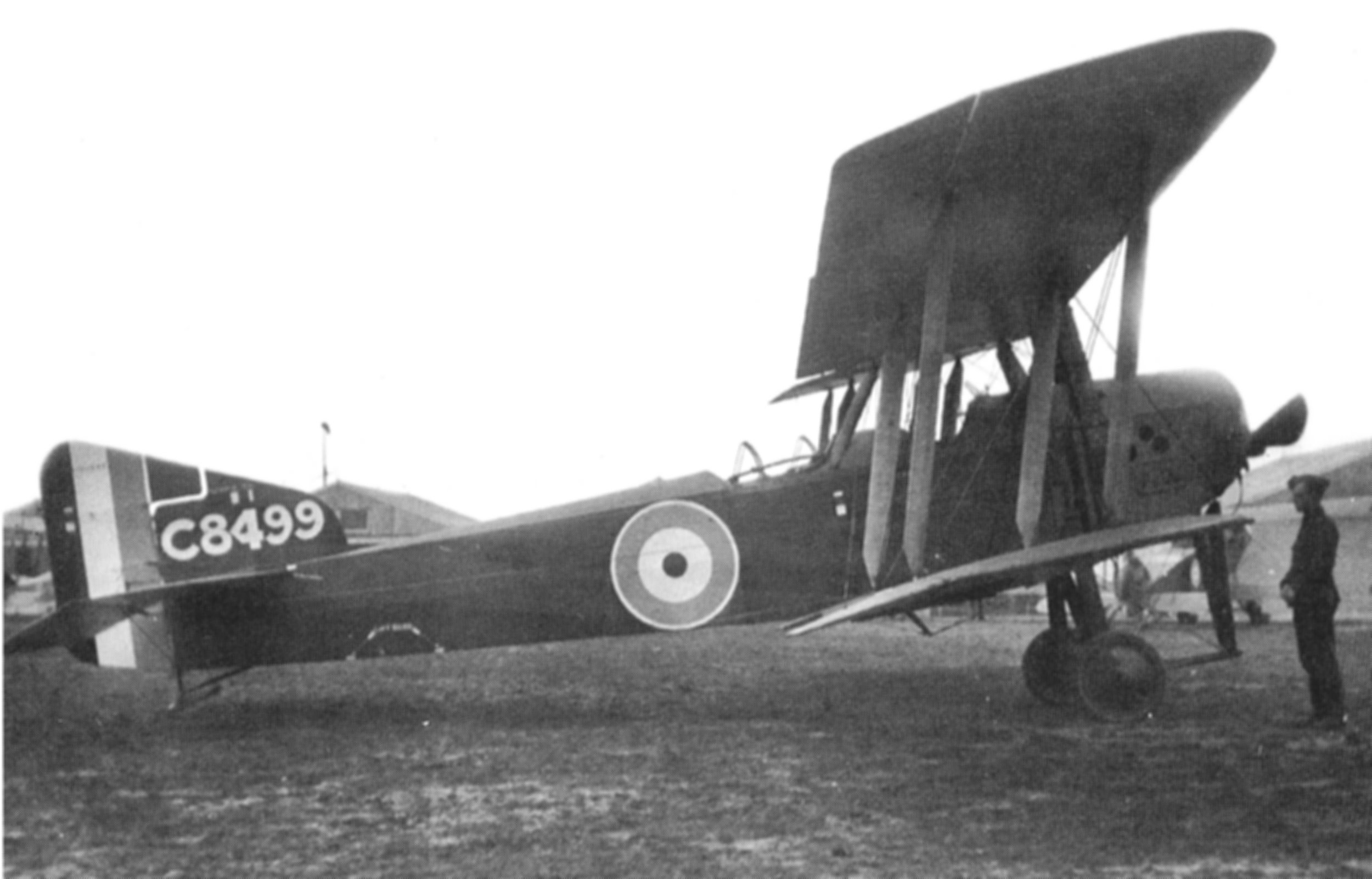
Armstrong Whitworth F.K.8 (C8499)

Data podle The Encyclopedia of World Aircraft

### Technické údaje
- Délka: 9,58 m
- Rozpětí: 13,26 m
- Výška: 3,33 m
- Plocha křídel: 50,17 m²
- Plošné zatížení: kg/m²
- Prázdná hmotnost: 869 kg
- Maximální vzletová hmotnost : 1275 kg
- Pohonná jednotka: 1× 8válcový motor Beardmore
- Výkon pohonné jednotky: 160 k (112 kW)

### Výkony
- Maximální rychlost: 153 km/h na úrovni hladiny moře
- Dolet: 3 hod
- Dostup: 3960 m
- Stoupavost:

### Výzbroj
- 160 lb (73 kg) pum
- 2× kulomet